# Facultad de Filosofía y Letras (Universidad de Zaragoza)
La Facultad de Filosofía y Letras es el centro de la Universidad de Zaragoza donde se imparte la enseñanza de las titulaciones de grado, máster y doctorado en las diferentes ramas de las Ciencias sociales y Humanidades. La facultad fue establecida el 10 de septiembre de 1542, con el nombre de Facultad de Artes, tomando su actual nombre el 10 de septiembre de 1857.
La facultad está situada en el Campus de San Francisco de la Universidad de Zaragoza, en la ciudad de Zaragoza.

## Estudios
En la Facultad de Filosofía y Letras se ofrecen los siguientes estudios de grado, según el Plan Bolonia:
- Estudios clásicos
- Filología francesa
- Filología hispánica
- Estudios ingleses
- Filosofía
- Geografía y Ordenación del Territorio
- Historia
- Historia del Arte
- Información y documentación
- Periodismo

Además de las anteriores titulaciones, la Facultad continuó la impartición de los títulos de licenciatura hasta su extinción:
- Filología clásica
- Filología francesa
- Filología hispánica
- Filología inglesa
- Filosofía
- Geografía
- Historia
- Historia del Arte
- Biblioteconomía y documentación

Respecto a los estudios oficiales de posgrado, se puede estudiar actualmente trece másteres universitarios oficiales:
- Culturas e Identidades Hispánicas
- Enseñanza del Español como Lengua Extranjera (ELE)
- Consultoría de Información y Comunicación digital
- Estudios Avanzados en Historia del Arte
- Gestión del Patrimonio Cultural
- Historia Contemporánea
- Investigación y Estudios Avanzados en Historia
- Ordenación Territorial y Medioambiental
- Mundo Antiguo y Patrimonio Arqueológico
- Tecnologías de la Información Geográfica para la Ordenación del Territorio: SIG y Teledetección
- Máster Interuniversitario en Investigación en Filosofía

Por otro lado, se ofrecen varios estudios propios: el Máster Propio en Gestión de Políticas y Proyectos Culturales y la Certificación de Extensión Universitaria en Protocolo, Ceremonial y Organización de Eventos.

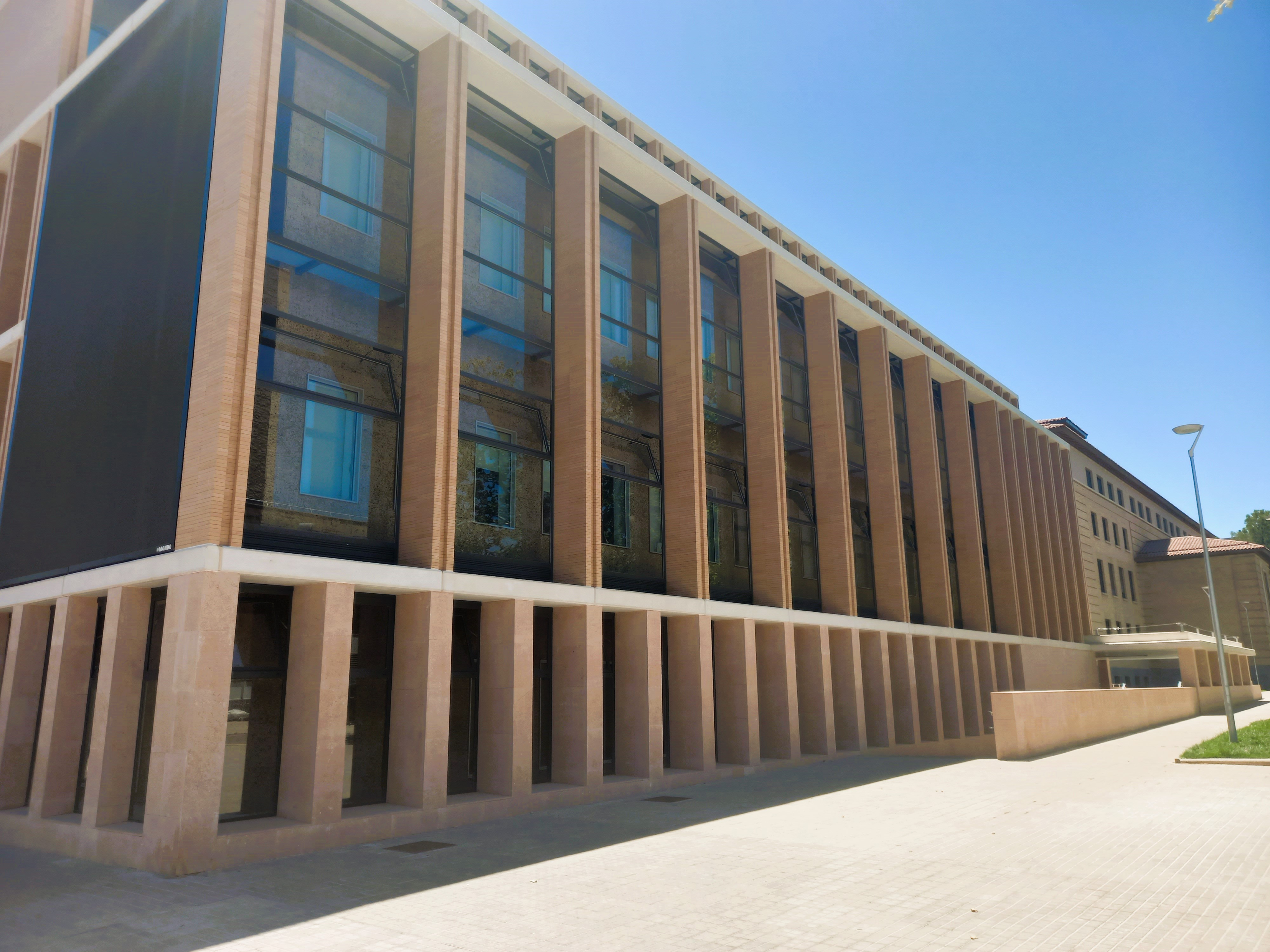

## Lista de decanos
| Años            | Nombre                           | Ocupación                                                   |
| --------------- | -------------------------------- | ----------------------------------------------------------- |
| 1861–1863       | Braulio Foz                      | Catedrático de Literatura clásica                           |
| 1863–1869       | José Puente Villanúa             | Catedrático de Historia Universal                           |
| 1870–1884       | Martín Villar y García           | Catedrático de Literatura Griega y Latina y de Oratoria     |
| 1884–1905       | Pablo Gil Gil                    | Catedrático de Historia de España                           |
| 1905–1907       | Hipólito Casas y Gómez de Andino | Catedrático de Literatura española                          |
| 1907–1914       | Eduardo Ibarra y Rodríguez       | Catedrático de Historia Universal                           |
| 1914–1922       | Esteban Melón e Ibarra           | Catedrático de Lengua griega                                |
| 1923–1929       | Domingo Miral                    | Catedrático de Teoría de Literatura y Bellas Artes y Griego |
| 1929            | José Salarrullana de Dios        | Catedrático de Historia de España                           |
| 1931–1932       | José Salarrullana de Dios        | Catedrático de Historia de España                           |
| 1939–1949       | Carlos Riba y García             | Catedrático de Historia Universal Moderna y Contemporánea   |
| 1949–1967       | José María Lacarra               | Catedrático de Historia Medieval                            |
| 1967–1968       | Ángel Canellas                   | Catedrático de Paleografía y Diplomática                    |
| 1968–1985       | Antonio Beltrán Martínez         | Catedrático de Arqueología, Epigrafía y Numismática         |
| 1986–1988       | Guillermo Fatás                  | Catedrático de Historia Antigua                             |
| 1988–1993       | Guillermo Redondo Veintemillas   | Profesor titular de Historia Moderna                        |
| 1993–1994       | Esteban Sarasa Sánchez           | Profesor titular de Historia Medieval                       |
| 1995–2001       | Luisa María Frutos Mejías        | Catedrática de Análisis Geográfico Regional                 |
| 2001–2004       | José María Cuadrats Prats        | Profesor titular de Análisis Geográfico Regional            |
| 2004–2008       | Miguel Ángel Ruiz Carnicer       | Profesor titular de Historia Contemporánea                  |
| 2008–2012       | Severino Escolano Utrilla        | Catedrático de Geografía Humana                             |
| 2012–2020       | Eliseo Serrano Martín            | Catedrático de Historia Moderna                             |
| 2020–actualidad | Elena Barlés Báguena             | Profesora titular de Historia del Arte                      |